# انتقال الفلم

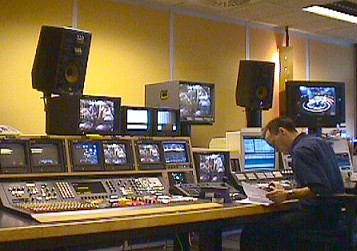
جناح تحرير الفيديو

انتقال الفلم هو أسلوب يستخدم في مرحلة ما بعد الإنتاج لتحرير الأفلام وتحرير الفيديو حيث تُدمج فيها المشاهد أو اللقطات. في أغلب الأحيان يجري ذلك بالقطع العادي لللقطة التالية. ستتضمن معظم الأفلام أيضًا استخدامًا انتقائيًا للانتقالات الأخرى، عادةً لنقل نغمة أو مزاج، أو اقتراح مرور الوقت، أو أجزاء منفصلة من القصة. قد تتضمن هذه التحولات الأخرى عمليات البزوغ والأفول والمسح.